# Сапожникова Лідія Аркадіївна
Сапожникова Лідія Аркадіївна (1927—1999) — радянський, український кінокритик, сценарист. Заслужений працівник культури Української РСР (1977). Лауреат премії Спілки кінематографістів України за статті (1979). Нагороджена орденом «Знак Пошани», медалями, знаком «Отличник кинематографии СССР».

## Життєпис
Народилась 27 листопада 1927 р. в Києві.
Закінчила театрознавчий факультет Київського державного інституту театрального мистецтва ім. І. Карпенка-Карого (1950).
Працювала у пресі, старшим заступником Київської кіностудії навчальних фільмів, заступником головного редактора Держкіно України, власним кореспондентом по Україні газети «Советская культура».
Була членом Спілки кінематографістів України.
Померла 22 травня 1999 р. в Києві.

## Фільмографія
Автор сценаріїв науково-популярних і документальних фільмів:
- «Михайло Романов» (1961)
- «День з Павлом Вірським» (1966)
- «Чую вас, чекайте» (1969)
- «Місто на Дніпрі» (1971)
- «Олександр Корнійчук» (1971)
- «Бела Руденко» (1972)
- «Повернення Петра Топчія» (1974)
- «Час для пісні» (1974)
- «Щоб люди сказали спасибі» (1976)
- «Крила для пісні» (1978)
- «Життя — подолання» (1980)
- «Перевал» (1980) та ін.